# Chicken Invaders

Screenshot tratto da Chicken Invaders 5: Cluck of the Dark Side

Chicken Invaders è una serie di videogiochi sparatutto a schermata fissa sviluppata da InterAction Studios.
La serie rappresenta una parodia del famoso videogioco Space Invaders. Il primo Chicken Invaders è stato pubblicato nel 1999, e ha avuto 4 sequel.

## Modalità di gioco
Per completare i livelli è necessario sparare a dei polli volanti (i quali salendo di livello diventano più potenti) e cercare di non farsi colpire da essi, dalle loro uova o da altri oggetti pericolosi come asteroidi o UFO (guidati dai polli stessi).

## Chicken Invaders (1999)
Chicken Invaders ha un gameplay semplice, con la possibilità di giocare con uno o due giocatori. I livelli sono composti da dieci tappe che aumentano progressivamente di difficoltà. In tutte le tappe, le galline fanno cadere delle uova, che se non vengono evitate causano la distruzione della navetta del giocatore. Alcune delle galline uccise contengono al loro interno dei doni che servono per ricevere punti o aumentare l'intensità dell'arma.
L'arma del giocatore dispone di 8 livelli di potenza e la navetta ha inizialmente 5 vite.

## Chicken Invaders 2: The Next Wave (2002)
In Chicken Invaders 2 viene introdotta la modalità multigiocatore: due giocatori possono giocare sullo stesso computer controllando due astronavi (distintamente con la tastiera ed il mouse) e dunque aumentando notevolmente la potenza di fuoco.
Dispone di 110 livelli (di cui 10 segreti), divisi in 11 "sistemi". Gli 11 sistemi corrispondono agli 8 pianeti del Sistema solare, con l'aggiunta di Plutone, del Sole e della fascia di asteroide situata tra Marte e Giove.
In tutti i sistemi, ad eccezione di "Fascia di asteroidi", il nono livello funge da bonus e fornisce di solito un aumento di potenza per l'arma del giocatore. Nel decimo livello è necessario sconfiggere un boss (in tutti i sistemi ad eccezione di "Fascia di asteroidi").
A differenza del gioco precedente in cui era disponibile solo un tipo di arma, qui ne sono presenti tre. Il giocatore può quindi cambiare da un'arma all'altra raccogliendo dei bonus lasciati cadere dai nemici.
Le armi hanno 10 livelli, e un ulteriore livello segreto, che può essere raggiunto solo attraverso la raccolta di altri 10 potenziamenti dopo aver raggiunto il 10º livello.
In tutti i livelli, il giocatore ha la possibilità di raccogliere delle cosce di pollo lasciate cadere dai nemici. Dopo averne raccolto una certa quantità verrà sbloccato un missile. Il missile è un'arma più potente del fuoco primario, ed è in grado di distruggere tutti i polli presenti nel livello. Tuttavia, i missili vengono spesso conservati dai giocatori ed utilizzati per infliggere un danno maggiore ai boss di fine capitolo.

## Chicken Invaders 3: Revenge of the Yolk (2006)
Tradotto: "Polli Invasori 3: La vendetta del Tuorlo".
Il gameplay di Chicken Invaders 3 è simile a quello della seconda edizione. Esso dispone di 120 livelli divisi 12 capitoli. Vengono introdotti altri tipi di armi come il friggitore a fulmini ,il raggio al plasma e le medaglie: per ciascun livello di difficoltà (Recluta, Veterano ed Eroe Superstar) il giocatore può ricevere delle medaglie per aver completato dei compiti speciali. Ad esempio, completare un intero capitolo o un'intera missione senza utilizzare missili.
Inoltre è disponibile per la prima volta una modalità multigiocatore online, oltre alla già presente modalità di gioco cooperativo sullo stesso computer. 
Le armi hanno 11 livelli di potenza e un livello segreto, che può essere raggiunto solo attraverso l'acquisizione di 9 ulteriori potenziamenti dopo aver raggiunto l'undicesimo livello.
In questo capitolo, i polli decidono di prendere il controllo della galassia grazie alla loro nuova arma: il Tuorlo Stellare (che assomiglia alla Morte Nera di Guerre Stellari) con il quale vogliono distruggere la Terra.
L'eroe mentre difende inizialmente la Terra da un'invasione di polli, finisce in un buco nero che lo porta dall'altra parte della galassia, e deve combattere orda dopo orda di polli spaziali, per tornare nel Sistema solare in modo da fermare la costruzione del Tuorlo Stellare prima che esso distrugga la Terra.

## Chicken Invaders 4: Ultimate Omelette (2010)
Chicken Invaders 4 è il quarto episodio della saga dei polli invasori.
Questo gioco ha migliorato la grafica e apportato numerose innovazioni al gameplay, tra cui: 
- rotazione dell'astronave (l'azione non si svolge necessariamente dal basso verso l'alto ma può anche svolgersi orizzontalmente o in obliquo)
- spalla per il giocatore: soltanto nel secondo capitolo il giocatore viene aiutato da un'altra astronave (guidata dal computer) che risulta essere una copia del Millennium Falcon di Guerre stellari. I polli sono pronti a conquistare l'universo grazie al Cannone Uovo
- nuove armi
- introduzione dei satelliti: oltre ai missili e al fuoco primario sono disponibili i satelliti. Si tratta di armi speciali che infliggono un danno maggiore rispetto al fuoco primario, ma non così esteso come quello dei missili
- introduzione delle chiavi: le chiavi possono essere raccolte dal giocatore durante la partita e consentono di sbloccare delle impostazioni speciali, ad esempio la personalizzazione dell'astronave o l'utilizzo di mine al posto dei missili. È necessario raccogliere le chiavi anche per sbloccare il livello di difficoltà "Eroe Superstar"
- nuovi nemici. Questa volta il giocatore dovrà affrontare non solo i polli ma anche i pulcini e alcuni polli più grandi e resistenti (ma più piccoli dei boss di fine capitolo e quindi non considerati come tali)
- capitoli speciali: nel gioco sono presenti tre "capitoli speciali" in cui il giocatore deve affrontare dei nemici fuori dal comune come piume giganti o nemici "retro" in stile Space Invaders. Lo scopo di questi capitoli è recuperare degli artefatti che serviranno al giocatore per sconfiggere il boss finale dell'ultimo capitolo.

L'introduzione di queste nuove funzionalità ha migliorato notevolmente l'esperienza di gioco, che ormai si discosta notevolmente da Space Invaders e dal primo Chicken Invaders che rappresentava una parodia di quest'ultimo.
inoltre questo capitolo è stato il primo di cui è stata sviluppata una versione per dispositivi mobili.

## Chicken Invaders 5: Cluck of the Dark Side (2014)
Chicken Invaders 5 è il quinto episodio della saga, uscito il 22 novembre 2014, e disponibile su diverse piattaforme, tra cui anche i dispositivi mobili.
In questo capitolo l'eroe dovrà vedersela con la Henterprise-CK-01, un'astronave costruita dai polli che spargerà milioni di piume davanti al sole per far congelare la Terra. L'ultima speranza è costruire Il Più Grande Ventilatore Mai Creato, un macchinario in grado di spazzare via le piume dal sole.
Il gameplay è molto simile a quello del quarto gioco, ma le missioni per il recupero degli artefatti sono state ulteriormente migliorate. Analogamente al gioco precedente è necessario raccogliere le tre parti da tre pianeti diversi, tuttavia stavolta è anche necessario tornare sulla Terra per montare il dispositivo: i "capitoli speciali" dunque non sono più tre ma quattro. Inoltre, la prima missione speciale si svolge interamente sott'acqua (infatti la navetta aterra su un pianeta oceanico)
e fornisce un'esperienza di gioco completamente diversa rispetto al primo Chicken Invaders e ad altri giochi basati su Space Invaders. Il giocatore dovrà sconfiggere un gran numero di meduse ed evitare tentacoli di piovre giganti. La seconda missione speciale si svolge invece all'interno di caverne in cui il giocatore dovrà combattere i soliti polli ed evitare di scontrarsi con le pareti. La terza missione speciale invece si svolge normalmente nell'atmosfera ma risente di condizioni climatiche particolari. È in corso infatti una tempesta e il giocatore dovrà evitare fulmini e blocchi di ghiaccio giganti.
Vengono introdotti anche due nuovi tipi di polli e tre nuove armi. Inoltre il numero massimo di giocatori nella modalità multiplayer viene aumentato da 2 a 4.
La lingua italiana è stata aggiunta con la versione 5.04 del gioco uscita il 3 giugno.

## Edizioni speciali
Nel corso degli anni, la serie è stata arricchita da alcune versioni alternative del gioco distribuite in occasione di varie festività in particolare Natale, Pasqua, Halloween e il Giorno del Ringraziamento. Di seguito è elencata la lista completa delle edizioni speciali di ciascun gioco della saga:
- Chicken Invaders 2: The Next Wave Christmas Edition[6]
- Chicken Invaders 3: Revenge of The Yolk Christmas Edition[7]
- Chicken Invaders 3: Revenge of The Yolk Easter Edition[8]
- Chicken Invaders 4: Ultimate Omelette Christmas Edition[9]
- Chicken Invaders 4: Ultimate Omelette Easter Edition[10]
- Chicken Invaders 4: Ultimate Omelette Thanksgiving Edition[11]
- Chicken Invaders 5: Cluck of the Dark Side Christmas Edition[12]
- Chicken Invaders 5: Cluck of the Dark Side Halloween Edition[13]

Queste edizioni non differiscono dai giochi standard per il gameplay, ma soltanto per l'aspetto. Nelle versioni natalizie del gioco, il giocatore deve affrontare dei polli agghindati o vestiti da Babbo Natale, e per ottenere missili deve raccogliere degli rami di abete invece di cosce di pollo.
Nelle versioni pasquali, i polli vengono sostituiti da conigli pasquali o grossi pulcini
In Chicken Invaders 4: Ultimate Omelette Thanksgiving Edition la maggior parte dei polli viene sostituita da tacchini. In Chicken Invaders 5: Cluck of the Dark Side Halloween Edition la maggior parte dei polli è travestita da mostri, scheletri o zombie.